# Droizy
Droizy è un comune francese di 82 abitanti situato nel dipartimento dell'Aisne della regione dell'Alta Francia.

## Società

### Evoluzione demografica
Abitanti censiti

### Luoghi e monumenti d'interesse
- Veduta dell'antico castello: dongione cilindrico edificato nel XII secolo, alto 22 metri, che è stato iscritto parzialmente a titolo di monumento storico nel 1995 poi classificato nel 1997[2][3]. Era una piccola fortezza che serviva da dimora signorile a La Hire, compagno di Giovanna d'Arco in un primo tempo; utilizzato a scopi agricoli nel XVII secolo, fu distrutto in gran parte nel 1886.
- La chiesa di San Remigio di Droizy, completata tra i secoli XII e XVI, è oggetto d’una iscrizione a titolo di monumento storico di Francia[4].